# Günther Rothe
Günther Rothe (* 20. Januar 1947 in Lützen) ist ein deutscher Musiker, Maler, Designer und Ausstellungsmacher.

## Leben
Günther Rothe war nach Abschluss der Schule und einer musikalischen Ausbildung in Leipzig von 1967 bis 1990 als Berufsmusiker tätig. Ende der 1980er Jahre wendete er sich verstärkt der bildenden Kunst zu. Er war privater Schüler von Heinz Wagner, Leiter der Fachklasse Malerei und Grafik an der Hochschule für Grafik und Buchkunst Leipzig. Parallel dazu entdeckte er das Design als ein Feld der Selbsterprobung. Er entwarf eine Möbelserie und andere Gebrauchsgüter von hoher Funktionalität. Die Zuschreibung, Erfinder zu sein, weist er von sich: „Ich schärfe lediglich den Blick für Dinge, die zusammengehören, und führe sie logisch zusammen.“
Zur Eröffnung des Einkaufszentrums Promenaden Hauptbahnhof Leipzig (1998) holte er die Großinstallation Luminator von Jean Tinguely nach Leipzig. Internationale Aufmerksamkeit erfährt Rothe als Anreger und Kurator von Ausstellungen, wie beim Projekt „Das Ich-Universum“ (Berlin 2007), für die er die verschiedensten Künstler gewinnen konnte. Jeder von ihnen stellt sich der künstlerischen Vermessung dieser Zeitschiene auf visuelle Art. Diese Ausstellung läuft mit den unterschiedlichsten Künstlern bis heute an den diversen internationalen Standorten.

## Musik
Rothe erlernte 1953–1960 klassische Gitarre im Leipziger Institut bei Margarete Buch (1914–2013), einer Schülerin von Walter Götze (1885–1965). Anschließend erwachte sein Interesse für die Tanzmusik und er begann ab 1960, bei Thomas Buhé Jazzgitarre zu studieren. 
Die Volkskunstschule Leipzig, Vorläufer der Musikschule „Johann Sebastian Bach“, eröffnete 1963 eine Spezialklasse für Jazz und Tanzmusik. Thomas Buhé nahm ihn in diese Spezialklasse mit, wo er auch noch bei anderen Lehrern Unterricht hatte, bei dem Pianisten Arthur Schmidt-Elsey und dem Musiker Wolfgang Günther. 1967–1969 spielte Rothe in unterschiedlichen Formationen als Gitarrist. 1969–1990 war er erster Gitarrist des Tanz- und Schauorchesters Rostock, das er ab 1973 auch leitete. Parallel hatte er 1984–1990 sein eigenes Orchester „Willy’s Showband“. Konzerte und Tourneen führten ihn quer durch Europa. Als Regisseur gestaltete er Veranstaltungen und Shows mit bekannten nationalen und internationalen Künstlern. Ab 1990 zog er sich von der Musik zurück und widmete sich seiner zweiten großen Leidenschaft, der Malerei.

## Malerei
1987 absolvierte er ein privates Intensivstudium bei Heinz Wagner. Rothes Bilder sind inspiriert durch den englischen Maler William Turner (1775–1851), mit dem Rothe den leidenschaftlichen Willen zu Präzision teilt. Turner wie Rothe verbindet die Intention, malend einen Zugang zur Bildlichkeit der Natur zu öffnen wie denselben zur Natur eines Bildes. Nicht reale Gefilde sind es, die Rothe komponiert. Seelandschaften formt er – aus Erfahrungen, Stimmungen und dem Unbewussten genährt – zu Seelenlandschaften. Kraftvoll verdichtet, sind sie in sich geschlossen, ohne hermetisch verschlossen zu sein.
Der Maler Werner Tübke, Vertreter der Leipziger Schule, bescheinigte Rothe „eine eigene künstlerische Sprache gefunden“ zu haben. Während Tübke, mit dem er in den neunziger Jahren gemeinsam ausstellte, für Rothe vor allem Anreger war, betrachtete er Heinz Wagner als prägenden Lehrer, Freund und Mentor.
Rothe verweigert sich der Einordnung. Er grenzt sich ab von jener ausgangs der DDR apostrophierten Leipziger Schule. Rothe ist der konsequente Bildarbeiter im Stillen. Ein Perfektionist, der kaum mit dem Pinsel, häufiger mit der Spachteltechnik, vorzugsweise aber mit den Fingern Farben aufträgt. Durch das Einmassieren der Farben in den Bilduntergrund mit dem Daumen erreicht er das Besondere. Dank dieses Zusammenspiels erzeugt er Homogenität und Intensität, Tiefe und Transluzenz. Das erzeugt den Wiedererkennungseffekt seiner Werke.

## Plastik
Der 1,8 Millionen Jahre alte Schädel eines Java Hominiden, den das Senckenberg Naturmuseum Frankfurt am Main verwahrt, inspirierte Rothe zu einem international erfolgreichen Ausstellungsprojekt. Er entwickelte das Konzept einer Wanderausstellung, in die er wechselnde internationale Künstler einbezieht. Er gewinnt Maler, Grafiker und Bildhauer, die sich wie er zum „ICH-Universum“, zu existenziellen Fragen der Menschheitsgeschichte und des Weltenlaufs, in Beziehung setzen. Premiere war 2007 in Berlin in den Arkaden des Potsdamer Platzes, täglich wurden bis zu 20 000 Besucher gezählt. In Leipzig war die Schau 2010 zu sehen. 
Rothe setzte sich dafür ein, dem unbekannten Werk des Künstlers Erwin Miserre (Horst Meier, 1925–2016) eine Öffentlichkeit zu geben. Als Herausgeber des Buches Aus dem Schutzraum der Heimlichkeit (2016) stellt er das Werk Miserres vor. Zudem berät er die Kunstgießerei Lauchhammer beim Guss von Plastiken des Künstlers. Da er über Jahre in Panitzsch bei Leipzig eine Kunstgießerei betrieb, besitzt er das Fachwissen dafür.

## Design
Rothe bekennt sich zu dem Satz „Form folgt Funktion“, den er häufig verletzt sieht. In den neunziger Jahren wendete sich Rothe dem Design von Uhren zu, Partner sind Gardé in Ruhla und die Schweizer Marke Saint Blaise. Entwürfe von Mobiliar bilden die Serie „optimento“. Der Multifunktionsschuhschrank aus dieser Serie wurde auf der Designers Open 2017 in Leipzig vorgestellt. Nach seinen Entwürfen fertigte er Prototypen, um Unternehmen für eine Serienfertigung zu gewinnen.

## Werke (Auswahl)
- Das ICH-Universum – Harmonie der Kontraste, Berlin 2007, Leipzig 2010 (Ausstellung)

Schriften
- (Hrsg.): Rolf Cuhrt: Band 1. Malerei und Zeichnung und Rolf Cuhrt: Band 2. Grafik und Plastik. Passagenverlag, Leipzig 2010, ISBN 978-3-938543-76-4
- Figuren aus Bronze. Passagenverlag, Leipzig 2012, ISBN 978-3-95415-007-6.
- (Hrsg.): Meier/Miserre: Aus dem Schutzraum der Heimlichkeit. Michael Imhof Verlag, Petersberg, 2017, ISBN 978-3-7319-0417-5.